# Social Demócratas de América
Social Demócratas de América (en inglés: Social Democrats of America o SDA), es una organización política y activista de ideología socialista democrática y laborista en los Estados Unidos.
La organización es una facción dentro del Partido Demócrata y ejerce presión para que los demócratas electos adopten políticas progresistas.En 2023, su secretario nacional, Theo Chino, llegó tercero para el liderazgo del Partido Demócrata de Nueva York. 